# Ligue des champions de l'OFC 2022
Navigation
Édition précédente Édition suivante
La Ligue des champions de l'OFC 2022 est la 19e édition de la Ligue des champions de l'OFC (la 21e sous cette appellation - anciennement Coupe des Champions d'Océanie). Elle met aux prises les champions des différentes nations affiliées à la Confédération du football d'Océanie (OFC).

## Format
Le format pour cette édition est à nouveau modifié par rapport aux années précédentes. Notamment en raison de la pandémie de Covid-19, la compétition est adaptée afin de limiter au maximum les déplacements et toutes les équipes engagées participent à un tour préliminaire national :
- Pour six des fédérations engagées (Fidji, îles Salomon, Nouvelle-Calédonie, Papouasie-Nouvelle-Guinée, Polynésie française et Vanuatu), qui disposent habituellement de 2 places en phase finale, un tour préliminaire est organisé entre les 2 formations qualifiées à l'issue du championnat national, afin de déterminer un seul représentant qualifié pour la phase de poules. Chaque fédération décide des modalités de ce barrage (match simple ou aller-retour).
- La Nouvelle-Zélande désigne le vainqueur du championnat, Auckland City, comme unique représentant en Ligue des champions, sans organiser de barrage.
- Du fait de la suppression cette année du tour préliminaire entre les fédérations considérées comme en développement (îles Cook, Samoa américaines, Samoa et Tonga), l'OFC désigne le champion des îles Cook, Nikao Sokattack, comme huitième formation qualifiée en phase de poules[2], en se basant sur les résultats récents en compétitions continentales.

Le format de la compétition est donc le suivant :
- La phase de poules réunit les 8 équipes qualifiées à Auckland en Nouvelle-Zélande, en deux poules de quatre où elles s'affrontent une fois.
- La phase finale débute au stade des demi-finales, qui opposent les équipes classées premières et deuxièmes de chaque groupe. Les demi-finales et la finale se jouent sur un seul match et toutes les rencontres ont toujours lieu à Auckland.

Le vainqueur de cette compétition participe à la Coupe du monde des clubs 2022.

## Participants
Quatorze équipes sont théoriquement qualifiées pour cette édition 2022.
| Pays                                          | Club                        | Qualification                                                                 |
| Phase de groupes                              | Phase de groupes            | Phase de groupes                                                              |
| --------------------------------------------- | --------------------------- | ----------------------------------------------------------------------------- |
| Îles Cook                                     | Nikao Sokattack             | Champion des îles Cook 2021                                                   |
| Nouvelle-Zélande                              | Auckland City               | Vainqueur de la saison régulière du championnat de Nouvelle-Zélande 2020-2021 |
| Tour préliminaire (Qualifications nationales) |                             |                                                                               |
| Fidji                                         | Rewa FC                     | Champion des Fidji 2021                                                       |
| Fidji                                         | Lautoka FC                  | Vice-champion des Fidji 2021                                                  |
| Nouvelle-Calédonie                            | Hienghène Sport             | Champion de Nouvelle-Calédonie 2021                                           |
| Nouvelle-Calédonie                            | SC Ne Drehu                 | Vice-champion de Nouvelle-Calédonie 2021                                      |
| Papouasie-Nouvelle-Guinée                     | Lae City                    | Champion de Papouasie-Nouvelle-Guinée 2021                                    |
| Papouasie-Nouvelle-Guinée                     | Hekari United               | Vice-champion de Papouasie-Nouvelle-Guinée 2021                               |
| Îles Salomon                                  | Central Coast Football Club | Champion des Salomon 2021                                                     |
| Îles Salomon                                  | Solomon Warriors            | Vice-champion des Salomon 2021                                                |
| Polynésie française                           | AS Vénus                    | Champion de Polynésie française 2020-2021                                     |
| Polynésie française                           | AS Pirae                    | Vice-champion de Polynésie française 2020-2021                                |
| Vanuatu                                       | ABM Galaxy                  | Champion du Vanuatu 2021                                                      |
| Vanuatu                                       | RueRue FC                   | Finaliste du championnat du Vanuatu 2021                                      |

## Compétition

### Tour préliminaire
Le tour préliminaire permet de qualifier une formation par pays engagé en Ligue des champions. Cette saison, il n'y a que huit nations participantes. Ce sont chacune des fédérations qui décident des modalités du barrage national (format match simple ou aller-retour, match sur terrain neutre, etc).
| Équipe 1         | Résultat      | Équipe 2         | Aller | Retour |
| ---------------- | ------------- | ---------------- | ----- | ------ |
| Lautoka FC       | 1 - 5         | Rewa FC          | 1 - 1 | 0 - 4  |
| SC Ne Drehu      | 3 - 4         | Hienghène Sport  | 2 - 2 | 1 - 2  |
| Hekari United    | 1 - 2         | Lae City FC      |       |        |
| AS Pirae         | 0 - 1         | AS Vénus         |       |        |
| RueRue FC        | 0 - 5         | ABM Galaxy       | 0 - 0 | 0 - 5  |
| Solomon Warriors | 3 - 3 2-4 tab | Central Coast FC | 1 - 1 | 2 - 2  |

### Phase de groupes

#### Groupe A
| Rang | Équipe           | Pts | J | G | N | P | Bp | Bc | Diff |  | Résultats (▼ dom., ► ext.) | Ven | Cen | Gal | Lae |
| ---- | ---------------- | --- | - | - | - | - | -- | -- | ---- |  | -------------------------- | --- | --- | --- | --- |
| 1    | AS Vénus         | 6   | 3 | 2 | 0 | 1 | 4  | 1  | +3   |  | AS Vénus                   |     | 3-0 | 0-1 | 1-0 |
| 2    | Central Coast FC | 6   | 3 | 2 | 0 | 1 | 6  | 6  | 0    |  | Central Coast FC           |     |     | 3-1 | 3-2 |
| 3    | ABM Galaxy       | 4   | 3 | 1 | 1 | 1 | 4  | 5  | -1   |  | ABM Galaxy                 |     |     |     | 2-2 |
| 4    | Lae City FC      | 1   | 3 | 0 | 1 | 2 | 4  | 6  | -2   |  | Lae City FC                |     |     |     |     |

#### Groupe B
| Rang | Équipe          | Pts | J | G | N | P | Bp | Bc | Diff |  | Résultats (▼ dom., ► ext.) | Auc | Hie | Rew | Nik |
| ---- | --------------- | --- | - | - | - | - | -- | -- | ---- |  | -------------------------- | --- | --- | --- | --- |
| 1    | Auckland City   | 9   | 3 | 3 | 0 | 0 | 12 | 1  | +11  |  | Auckland City              |     | 5-0 | 3-0 | 4-1 |
| 2    | Hienghène Sport | 6   | 3 | 2 | 0 | 1 | 3  | 5  | -2   |  | Hienghène Sport            |     |     | 2-0 | 1-0 |
| 3    | Rewa FC         | 3   | 3 | 1 | 0 | 2 | 3  | 6  | -3   |  | Rewa FC                    |     |     |     | 3-1 |
| 4    | Nikao Sokattack | 0   | 3 | 0 | 0 | 3 | 2  | 8  | -6   |  | Nikao Sokattack            |     |     |     |     |

### Phase finale

#### Demi-finales
| 14 août 2022 | AS Vénus                                  | 4 - 0 | Hienghène Sport | Ngahue Reserve, Auckland                     |                                              |
| 11:30        | T.Tehau 17e · Keck 24e, 79e · R.Tehau 27e |       |                 | Spectateurs : 110 Arbitrage : Matthew Conger | Spectateurs : 110 Arbitrage : Matthew Conger |
| 11:30        | (Rapport)                                 |       |                 | Spectateurs : 110 Arbitrage : Matthew Conger | Spectateurs : 110 Arbitrage : Matthew Conger |

| 14 août 2022 | Auckland City                 | 2 - 0 | Central Coast FC | Ngahue Reserve, Auckland                     |                                              |
| 14:30        | Mitchell 26e · Manickum 90+5e |       |                  | Spectateurs : 350 Arbitrage : Norbert Hauata | Spectateurs : 350 Arbitrage : Norbert Hauata |
| 14:30        | (Rapport)                     |       |                  | Spectateurs : 350 Arbitrage : Norbert Hauata | Spectateurs : 350 Arbitrage : Norbert Hauata |

#### Finale
| 17 août 2022 | Auckland City                                | 3 - 0 | AS Vénus | Ngahue Reserve, Auckland                       |                                                |
| 14:00        | Howieson 13e (pen.) · Garriga 29e · Tade 88e |       |          | Spectateurs : 400 Arbitrage : David Yareboinen | Spectateurs : 400 Arbitrage : David Yareboinen |
| 14:00        | (Rapport)                                    |       |          | Spectateurs : 400 Arbitrage : David Yareboinen | Spectateurs : 400 Arbitrage : David Yareboinen |

| Ligue des Champions 2022 Auckland City FC Dixième titre |